# Saint-Clément (Cantal)
Saint-Clément település Franciaországban, Cantal megyében. Lakosainak száma 78 fő (2022. január 1.). Saint-Clément Jou-sous-Monjou, Pailherols, Saint-Jacques-des-Blats, Thiézac és Vic-sur-Cère községekkel határos.

## Népesség
A település népessége az elmúlt években az alábbi módon változott:
| Lakosok száma | 185  | 136  | 107  | 74   | 66   | 74   | 75   | 75   | 75   | 78   |
|               | 1968 | 1982 | 1990 | 2006 | 2013 | 2015 | 2017 | 2019 | 2020 | 2022 |